# 慶元まさ美
慶元 まさ美（けいもと まさみ、1969年9月7日 - ）は、近畿地方を拠点に活動している日本のフリーアナウンサー、ラジオパーソナリティである。セイ プロダクションとサンミュージックプロダクションへの所属を経て、オフィスキイワード大阪本社に所属。

## 略歴
大阪府大阪市生まれ、兵庫県芦屋市出身。金蘭短期大学英文科を卒業した後にアメリカへ留学し、ネブラスカ州立大学で英文学を1年間履修した。
芸能活動を本格的に始めたのは24歳になってからである。留学などで英語でのコミュニケーション能力を身に付けたことを背景に、英語圏から来日した人物へのインタビューなどで経験を積んだ後、30代に入ってからラジオパーソナリティとしての活動を開始。以後は、在阪民放ラジオ全局（FM OSAKA、朝日放送ラジオ、MBSラジオ、ラジオ大阪）で早朝生ワイド番組のパーソナリティをレギュラーで務めている。
2020年4月1日からは、大阪市西区で「dining room La Table」という韓国料理の店を経営していた。

## 人物
趣味は茶道、スポーツ観戦、映画・美術鑑賞で、K-POPや韓国の食文化への造詣も深い。料理が得意で、ジュニア野菜ソムリエ、フードコーディネーター、お茶マイスターといった民間資格を保持しているほか、京都府農林水産京力プランの外部評価委員を務める。

## 出演

### テレビ番組
- 新！呼吸ぶるるるぶびわこ（びわ湖放送）
- プラチケ! → 週刊プラチケ!（関西テレビ） - ナレーション担当
- 四季食彩（J-COMウエスト、2010年12月まで出演） - 案内役
- 美味・七変化！神田川流・こだわり料理術（サンテレビ）
- グルメ旅FoodiesTV（SKY PerfecTV!）
- 検証！健康料理生活（SKY PerfecTV!）
- おやこでクッキング（キッズステーション）[注釈 1]

### ラジオ番組
- C'S NAVIGATION（α-STATION、2004年4月 - 2006年3月）
- SUNNYSIDE BALCONY（α-STATION、2006年4月 - 2021年3月）
- ONE FINE DAY（α-STATION）
- afternoon navigator friday（fm osaka）
- Kei's Weekend Tee Shot!（FM OSAKA、2008年9月 - 2010年9月）
- Saturday Morning Café（FM OSAKA、2010年10月 - 2014年3月）
- Sunday Relax Golf 〜リラゴル〜（FM OSAKA）
- ACROSS THE UNIVERSE（FM COCOLO、2002年 - 2003年）
- UMEHAN CIRCUS（ソラトニワ梅田）
- umedamon -Delicious Lab-（ソラトニワ梅田）[10]
- 慶元まさ美のおはようパートナー（ABCラジオ、2010年10月 - 2016年9月）
- 慶元まさ美のここいろ気分in大阪（ABCラジオ、2015年10月 - ）
- 慶元まさ美のSounds Good!（ABCラジオ、2016年10月 - 2017年9月）
- 早起きラジオMBS（MBSラジオ、2002年10月 - 2005年4月）
- ほんまもん!原田年晴です（ラジオ大阪、2005年4月 - 2006年9月） - 水曜パートナー
- 慶元まさ美のハッピー・モーニング（ラジオ大阪、2017年4月 - 2019年3月）
- “新しいあなた”の朝に！ハッピー・プラス（ラジオ大阪、2019年4月1日 - 2025年3月28日）
- KOBE URBAN CRUISING（Kiss-FM KOBE）
- PUSH!（ラジオ関西、2021年4月1日 - 2022年3月31日）
- Clip（ラジオ関西、2022年4月7日 - 2024年3月28日） - 木曜パーソナリティ

### CM
- 千鳥屋宗家[3]
- 紀陽銀行
- グンゼ
- 新ビオフェルミン（ビオフェルミン製薬）
- タカラみりん（宝酒造）[5]
- マスチゲン-S（日本臓器製薬）[注釈 2]
- シャディ
- J-PHONE[5]
- 関西電力
- 大丸

## 執筆

### 著書
- Cooking+α 毎日のかんたんレシピ（エフエム京都、2008年1月、ISBN 978-4-8381-9959-4）
- 農家のお母さんおすすめ 京やさい料理帖（北星社、監修：JA京都、2009年6月、ISBN 978-4-939145-17-9）
- 改善野菜 わたし改善のための症状別野菜レシピ80（北星社、2010年12月、ISBN 978-4-939145-23-0）

### 連載
- 野菜ソムリエ 慶元まさ美のおいしい時間（JA京都広報誌『ぱあとなぁ〜』連載）